# 김보성 (1992년)
김보성(한국 한자: 金保成, 1989년 4월 4일 ~ )은 대한민국의 전 축구 선수이며, 포지션은 수비수였다.